# Rövidfarkúcickányok
A rövidfarkúcickányok (Blarina) az emlősök (Mammalia) osztályának Eulipotyphla rendjébe, ezen belül a cickányfélék (Soricidae) családjába és a vörösfogú cickányok (Soricinae) alcsaládjába tartozó nem.

## Előfordulásuk
A rövidfarkúcickányok előfordulási területe Észak-Amerika keleti felén van.

## Rendszerezés
A nembe az alábbi 4 élő faj tartozik:
- rövidfarkú cickány (Blarina brevicauda) (Say, 1823) - típusfaj
- Blarina carolinensis (Bachman, 1837)
- Blarina hylophaga Elliot, 1899
- Blarina peninsulae Merriam, 1895